# Tijara
Tijara (arab. تيارة) – wieś w Syrii, w muhafazie Aleppo. W 2004 roku liczyła 580 mieszkańców.